# Yvona Jungová
Yvona Jungová (* 3. ledna 1956) je bývalá česká politička, na přelomu 20. a 21. století poslankyně Poslanecké sněmovny za ČSSD.

## Biografie
V roce 1996 i 1998 se profesně uvádí jako podnikatelka.
Ve volbách v roce 1998 byla zvolena do poslanecké sněmovny za ČSSD (volební obvod Severomoravský kraj). Byla členkou sněmovního výboru pro veřejnou správu, regionální rozvoj a životní prostředí, v letech 2000-2002 rovněž působila jako členka mandátového a imunitního výboru a v letech 2000–2001 jako členka výboru volebního. Ve sněmovně setrvala do voleb v roce 2002. V listopadu 2002 se pak stala ředitelkou úřadu práce v Ostravě.
V komunálních volbách roku 1994 neúspěšně kandidovala za ČSSD do zastupitelstva obce Těrlicko. Zvolena sem byla v komunálních volbách roku 1998 a neúspěšně se o znovuzvolení pokusila v komunálních volbách roku 2002. Profesně je k roku 2002 zmiňována jako úřednice. V komunálních volbách roku 2006 byla zvolena do zastupitelstva městské části Moravská Ostrava a Přívoz za ČSSD. Profesně se uvádí jako ředitelka úřadu práce. Ve stejných volbách neúspěšně kandidovala i do zastupitelstva města Ostrava.